# Karol II Wittelsbach (Pfalz-Zweibrücken-Birkenfeld)
Karol Otto Wittelsbach (ur. 5 września 1625 w Birkenfeld  – zm. 30 marca 1671) – hrabia palatyn i książę Palatynatu-Zweibrücken-Birkenfeld.
Syn księcia Jerzego Wilhelma i Doroty Solms-Sonnenwalde.
26 września 1658 roku ożenił się z Jadwigą Małgorzatą Hohenlohe-Neuenstein-Weikersheim (1625-1676), para miała trójkę dzieci:
- Karola Wilhelma (1659-1660)
- Charlottę Zofię (1662-1708)
- Jadwigę Eleonorę (1663-1721)

W 1669 roku umarł jego ojciec, Karol został władcą Palatynatu-Zweibrücken-Birkenfeld. Ponieważ nie pozostawił męskiego potomka, księstwo przeszło na własność jego kuzyna Christiana II Wittelsbacha.